# Macrocollum itaquii
Macrocollum itaquii es la única especie conocida del género extinto Macrocollum de dinosaurio sauropodomorfo unaysáurido que vivió a finales del período Triásico, hace aproximadamente 225 millones de años durante el Noriano en lo que hoy es Sudamérica.

## Descripción
Como la mayoría de los primeros dinosaurios, Macrocollum era relativamente pequeño y caminaba sobre dos patas. Media solo 3,5 metros de largo, 1,5 de alto y pesaba alrededor de 101.6 kilogramos. Los restos conocidos de Macrocollum están relativamente bien conservados. El espécimen holotipo consiste en un esqueleto casi completo y articulado. Los dos especímenes de paratipo son esqueletos articulados, a uno le falta el cráneo y su serie cervical. Macrocollum itaquii difiere de todos los demás sauropodomorfos conocidos con base en una combinación única de caracteres como los que se encuentran en el cráneo, que incluyen una fosa antorital perforada por una fenestra premaxilar y un margen medial de la fosa supratemporal con una curva simple y lisa en la sutura frontal/parietal.

## Descubrimiento e investigación
Macrocollum fue descubierto en el sur de Brasil, en el sitio de Wachholz, en 2012, y se anunció en una conferencia de prensa el miércoles 21 de noviembre de 2018. El nombre genérico combina la palabra griega μακρο, macro, "grande" y la palabra latina collum, "cuello", refiriéndose al cuello alargado del animal. El epíteto específico honra a José Jerundino Machado Itaqui, uno de los principales actores detrás de la creación del Centro de Apoyo a la Investigación Paleontológica de la Cuarta Colonia de la Universidad Federal de Santa María, CAPPA/UFSM. Los iliones de uno de los paratipos de Macrocollum, CAPPA/UFSM 0001b, se utilizaron como modelo en un estudio sobre los efectos tafonómicos de la compresión sedimentaria en la morfología ilíaca de los primeros sauropodomorfos.
Macrocollum vivió entre aproximadamente 225,42 y 225 millones de años atrás, en la época noriense de finales del período Triásico. Se encontró en el sur de Brasil, que en ese momento estaba conectada al noroeste de África. En ese momento, la mayor parte de la masa terrestre de la Tierra estaba unida en el supercontinente Pangea, que estaba empezando a dividirse en Laurasia en el norte, y Gondwana en el sur. La datación U-Pb, desintegración de uranio, encontró que la Formación Caturrita se remonta a aproximadamente 225,42 millones de años, lo que la hace menos de 10 millones de años más joven que la Formaciones de Santa María e Ischigualasto, desde donde se conocen los primeros dinosaurios.

## Clasificación
Macrocollum, junto con Jaklapallisaurus y Unaysaurus, se encontró que pertenecía al clado Unaysauridae.